# Đồng lúa mì và cây bách
Đồng lúa mì và cây bách (đôi khi được gọi là Đồng ngô và cây bách) là một trong ba bức tranh sơn dầu giống nhau vẽ vào năm 1889 của họa sĩ Vincent van Gogh. Đây là một phần của loạt tranh cánh đồng lúa mì của ông. Bức tranh được vẽ hoàn toàn tại nhà thương Saint-Paul-de-Mausole tại Saint-Rémy gần Arles, Pháp, lúc Van Gogh là bệnh nhân ở đây từ tháng 5 năm 1889 đến tháng 5 năm 1890. Các tác phẩm được lấy cảm hứng từ góc nhìn từ cửa sổ nhà thương về phía dãy núi Alpilles.

Bức tranh mô tả những cánh đồng lúa mì chín vàng, một cây bách vùng Provence thuôn nhọn, cao và sẫm màu giống như như một cột tưởng niệm; cây ôliu bên phải thì lại sáng màu hơn, phía sau là những ngọn đồi và núi, trên bầu trời xanh là những đám mây trắng xám đang cuộn vào nhau. Phiên bản đầu tiên (F717) được vẽ vào cuối tháng 6 hoặc đầu tháng 7 năm 1889, trong một khoảng thời gian vẽ tranh "điên cuồng" và ngay sau khi Van Gogh hoàn thành Đêm đầy sao. Lúc này, ông đang bị mê hoặc bởi những cây bách. Bức tranh có thể đã được vẽ ngoài trời (en plein air), gần khung cảnh bức tranh, có lẽ là khi Van Gogh rời khỏi nhà thương. Van Gogh coi tác phẩm này là một trong những bức tranh về mùa hè đẹp nhất của ông. Trong một bức thư gửi cho em trai của mình, Theo, viết vào ngày 2 tháng 7 năm 1889, Vincent mô tả bức tranh: "Anh thấy có một cây bách cùng một số cây lúa mì, một vài bông hoa anh túc, một bầu trời xanh như một tấm vải; trước kia anh đã vẽ một lớp sơn impasto dày giống như Monticelli; và cánh đồng lúa mì trong ánh mặt trời cũng được vẽ bằng một lớp sơn rất dày để thể hiện cho sức nóng khủng khiếp nơi đây".
Van Gogh mắc bệnh tâm thần trầm trọng vào cuối tháng 7 và đầu tháng 8, nhưng lại có thể tiếp tục vẽ vào cuối tháng 8 và đầu tháng 9 năm 1889. Sau khi vẽ một phiên bản bằng bút sậy cho tác phẩm, bây giờ được trưng bày ở Bảo tàng Van Gogh ở Amsterdam, ông đã sao lại tác phẩm hai lần bằng màu dầu trong studio, một bản thì có cùng kích thước (F615) và một bản thì nhỏ hơn (F743). Bản lớn hơn có thể được vẽ liên tục một lần trong studio, với một vài chỉnh sửa nhỏ sau này như bổ sung thêm màu vàng và nâu. Van Gogh phác họa tác phẩm bằng cách vẽ chìm bằng chì than; ông vẽ một lớp sơn mỏng cho cây bách và bầu trời và một lớp impasto dày cho đồng lúa mì phía trước và những đám mây ở trên. Rất đặc trưng, ông ưa thích sắc trắng rực rỡ của màu trắng kẽm (kẽm oxit) cho những đám mây trắng hơn là màu trắng chì, mặc dù chất lượng khô của nó rất kém. Bảng màu của ông cũng bao gồm màu xanh coban cho bầu trời, màu vàng crôm nhiều sắc độ cho cánh đồng lúa mì, màu xanh crom và màu xanh ngọc lục bảo cho bụi cây và cây bách, màu đỏ son cho các cây hoa anh túc có cả màu xanh đậm tổng hợp  Phiên bản "vẽ ngoài trời" tháng 7 thì được vẽ nhiều, nặng nề và chậm hơn, và có thể được coi là một nghiên cứu cho phiên bản studio tháng 9 với nét vẽ được chú ý hơn. Ông đã gửi phiên bản vẽ trong studio nhỏ hơn cho mẹ và em gái của mình như một món quà.
Vincent gửi phiên bản tháng 7 và phiên bản tháng 9 lớn hơn cho em trai của mình ở Paris vào cuối tháng 9 năm 1889. Phiên bản tháng 7 được góa phụ của Theo bán vào năm 1900 cho nghệ sĩ Émile Schuffenecker. Bức tranh sau đó được chuyển đến bàn tay của nhà sưu tầm Alexandre Berthier và đại lý nghệ thuật Paul Cassirer ở Paris. Bức tranh được trưng bày và chụp ảnh lần đầu tiên tại Galerie Eugène Druet vào tháng 11 năm 1909. Sau đó, tác phẩm được bán cho ông chủ ngân hàng Franz von Mendelssohn (1865–1935) tại Berlin năm 1910 và vẫn còn lưu lại ở đó với gia đình Mendelssohn tại Đức và Thụy Sĩ cho đến khi nó được bán cho nhà công nghiệp Emil Bührle ở Zurich năm 1952. Con trai ông, Dieter Bührle, đã bán bức họa năm 1993 cho Bảo tàng Nghệ thuật Metropolitan ở New York với giá 57 triệu đô la với tiền vốn từ nhà ngoại giao và nhà từ thiện Walter Annenberg.
Bảo tàng Quốc gia Luân Đôn có một phiên bản tương tự được vẽ trong studio của Van Gogh vào tháng 9 năm 1889, được mua với Quỹ Courtauld vào năm 1923. Bức tranh không được viền cũng như không được phủ véc-ni hoặc sáp. Phiên bản nhỏ thứ ba được thì bán cho một bộ sưu tập cá nhân (được giao dịch tại Sotheby's ở London vào năm 1970, ở Mỹ vào năm 1987).

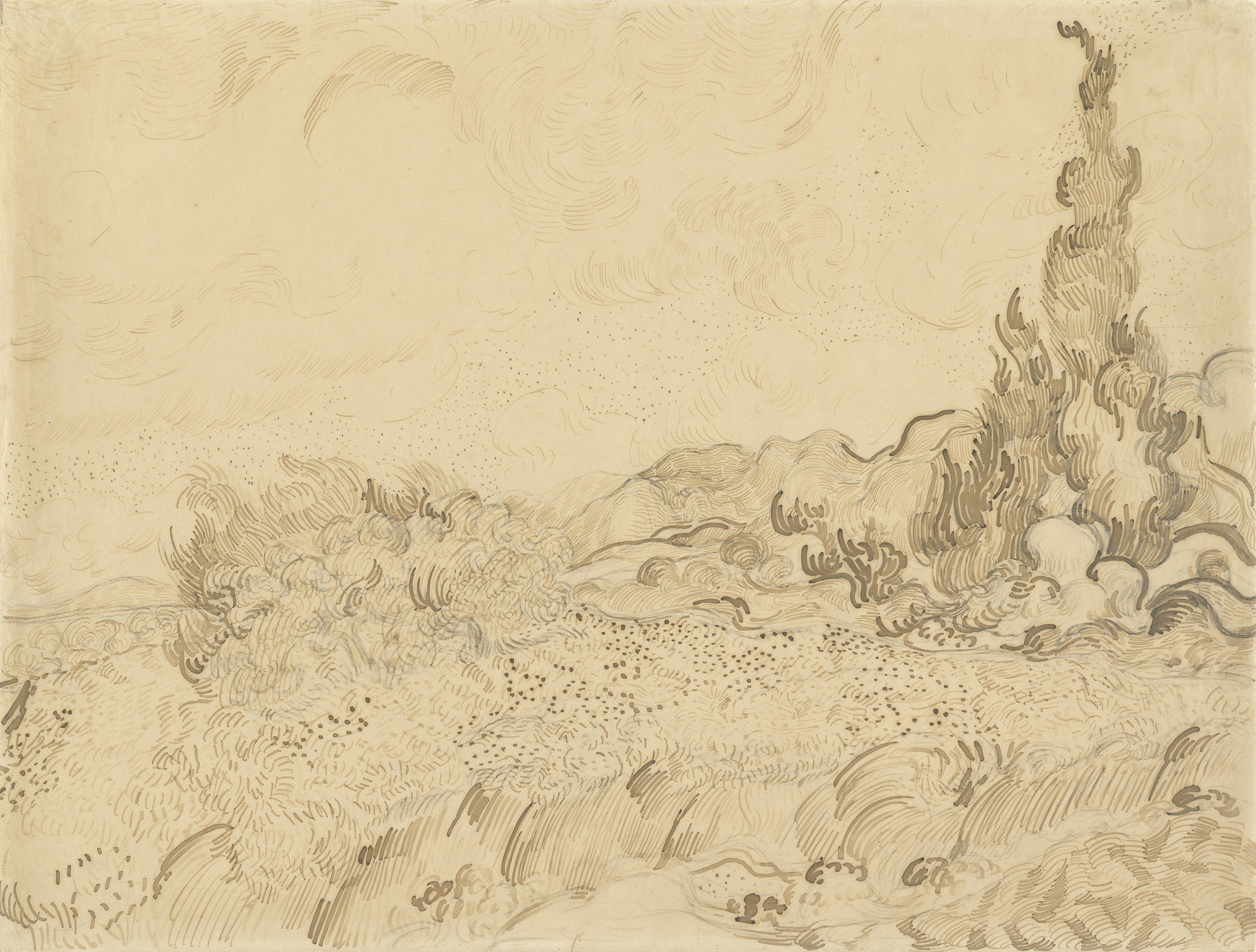
Bản vẽ bằng bút sậy, trưng bày tại Bảo tàng Van Gogh ở Amsterdam (F1538)
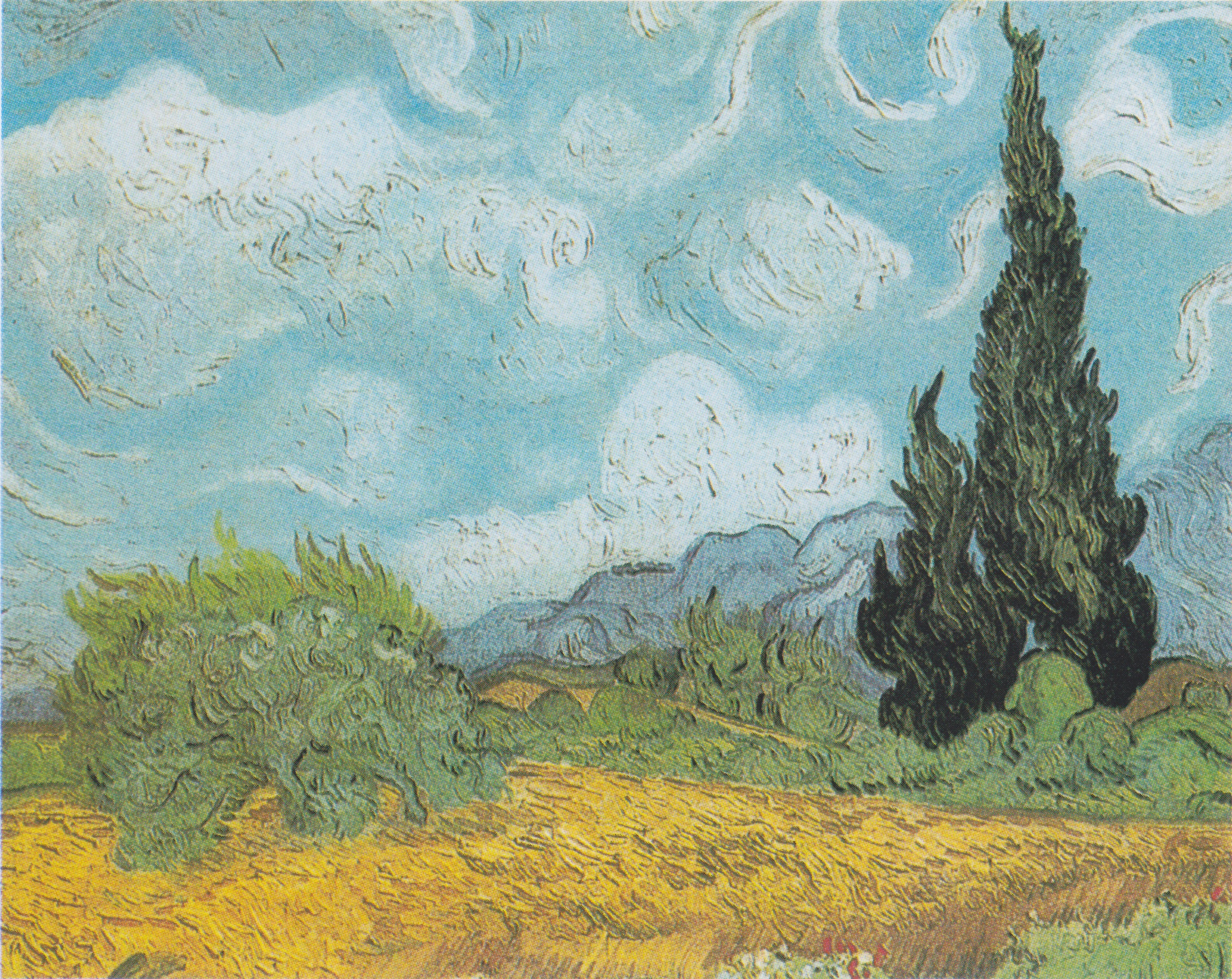
Phiên bản nhỏ trong bộ sưu tập cá nhân, 51,5 cm (20,3 in) 65 cm (26 in) (F743), tháng 9 năm 1889